# Сусуму Йокота
Сусуму Йокота (横田 進 Йокота Сусуму, або ススム・ヨコタ Сусуму Йокота; нар. 1960 або 1961 — 27 березня 2015) — японський композитор. Він випустив кілька альбомів під псевдонімами, включаючи Стевія, Ебі та інших. 
Йокота працював економістом, перш ніж почав працювати діджеєм і продюсером. Йокота був добре відомий на англомовній незалежній музичній сцені своїми альбомами з експериментальною ембіент-музикою, зокрема такими альбомами, як Ейсід Мт.Фудзі та Сакура. Він також мав довгу кар'єру діджея хаус-музики і випустив декілька високо шанованих альбомів хаус-музики.  